# Beata blauveltae
Beata blauveltae là một loài nhện trong họ Salticidae.
Loài này thuộc chi Beata. Beata blauveltae được Lodovico di Caporiacco miêu tả năm 1947.